# Дитяча творчість
Дитяча творчість — одна з форм самостійної діяльності дитини, в процесі якої вона відступає від звичних і знайомих їй способів прояву навколишнього світу, експериментує і створює щось нове для себе й інших.

## Прояв дитячої творчості на різних етапах розвитку особистості дитини
Розвиток творчої сторони дитини — це, мабуть, одна з найважливіших сторін дитячого виховання. При правильному підході стимулювання творчої діяльності у дитини це сприяє розвитку загального рівня інтелекту, появи бажання пізнання навколишнього світу малюка, а у деяких сприяє формуванню нестандартного мислення.

## Види дитячої творчості
Психологи виділяють наступні види ДТ:
- художня, що включає в себе образотворчу та літературна творчість
- технічна
- музична

## Художня творчість
Дитяча художня творчість — діяльність дитини, що виявляється у вигляді імпровізацій і створення малюнків, вишивок, ліпних виробів, художніх композицій, аплікацій, літературних творів та ін. ДТ в області мистецтва сприяє художній освіті і розвитку естетичного смаку у дитини. У ранньому віці художнє ДТ відрізняє імпровізований характер. Однак це не виключає участь і контроль дорослих за цим процесом. На думку Л. С. Виготського і Б. Г. Ананьєва різні види художньої ДТ мають тісний взаємозв'язок, тлумачення якої пояснюється теорією про Сензитивні періоди дитячого розвитку, суть якої полягає в тому, що з віком схильність дитини до того чи іншого виду художньої творчості змінюється. У дитинстві і юності дитина проходить послідовну зміну інтересів (так звані, періоди актуальності) до образотворчої, танцювально-драматичної, музичної та літературної діяльності.

## Образотворча дитяча творчість

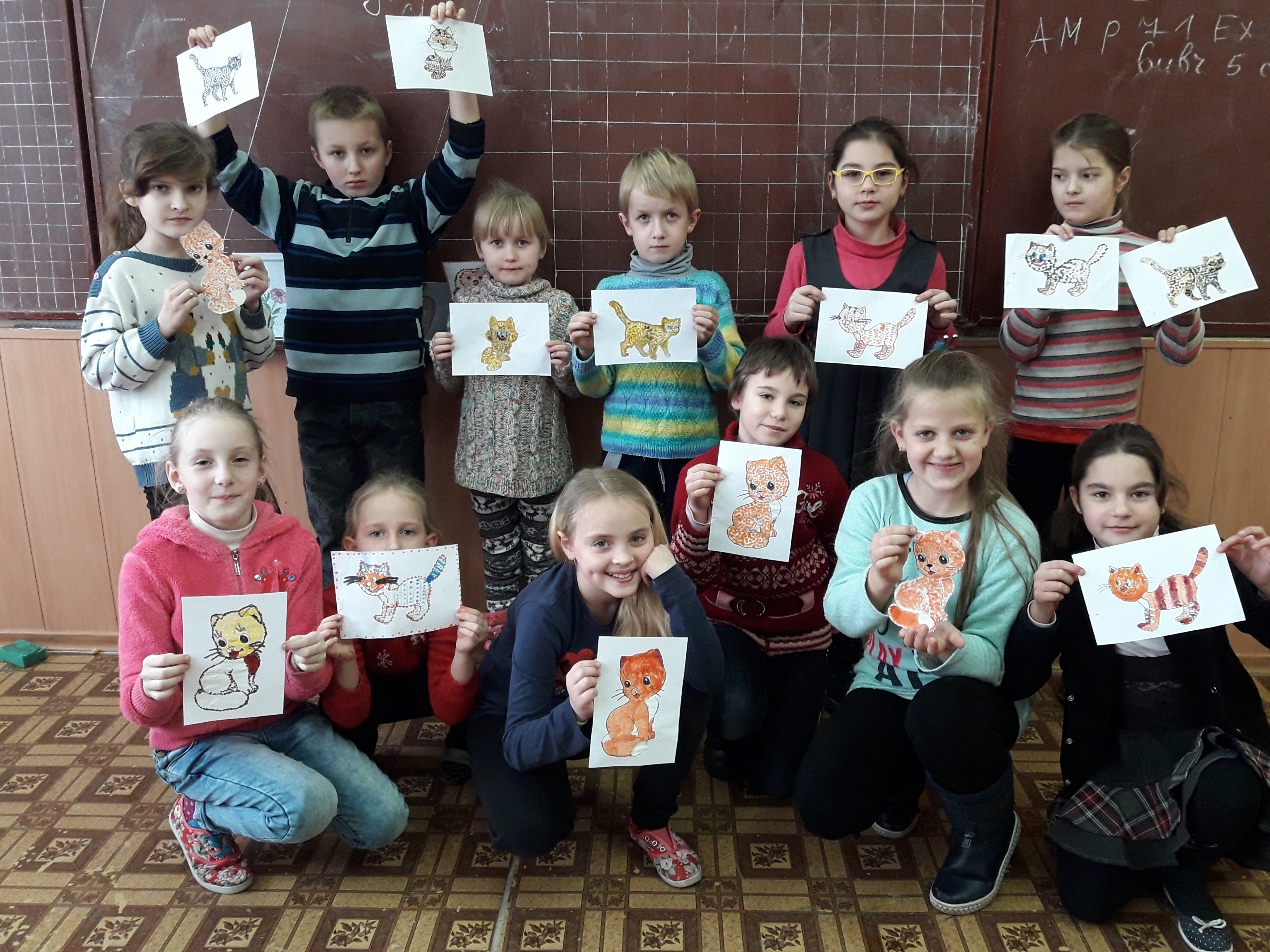
Мій клас

Образотворча ДТ є наймасовішою серед дітей молодшого віку. У 4-5 роки дитина починає відображувати впізнавані предмети, в 9-10 років малюнок являє собою осмислену розповідь з ігровим сюжетом. На думку В. С. Щербакова, образотворче ДТ в підлітковому віці досягає піку розвитку й формує повноцінне сприйняття підлітка світової художньої спадщини і професійного мистецтва. Ще Аристотель зазначав позитивний вплив малювання на розвиток особистості дитини. Ця ідея знайшла підтвердження в роботах Я. А. Коменського, І. Г. Песталоцці і Ф. Фребеля: образотворча ДТ створює основу повноцінного і змістовного спілкування дитини з дорослими, позитивно позначається на емоційному стані дітей, відволікаючи їх від смутку, страхів і сумних подій.

## Літературна дитяча творчість
Перші елементи літературної дитячої творчості з'являються у дитини у віці 1-3 років, коли вона вчиться говорити, маніпулювати звуками і використовувати слова в різних поєднаннях. У цей період літературна дитяча творчість є частиною гри і її складно відокремити від інших видів: дитина одночасно малює, пише зображену історію, наспівує і пританцьовує. Поступово літературна творчість у дітей набуває вираженого напрямку (поезія, проза), приходить розуміння соціальної цінності літературного твору, а також значущості процесу його створення. Більш масового характеру літературна дитяча творчість набуває в період навчання в школі, коли діти пишуть твори, есе, нариси й оповідання.

## Технічна дитяча творчість
Технічне дитяча творчість є одним з важливих способів формування професійної орієнтації дітей, сприяє розвитку стійкого інтересу до техніки і науки, а також стимулює раціоналізаторські і винахідницькі здібності. Технічна дитяча творчість — це конструювання приладів, моделей, механізмів та інших технічних об'єктів на уроках праці і на позакласних заняттях (гуртки, курси, центри дитячої та юнацької творчості).
Процес технічної дитячої творчості умовно ділять на 4 етапи:
1. Постановка задачі
2. Збір і вивчення інформації
3. Пошук рішення задачі
4. Реалізація рішення

У дошкільному віці технічну дитячу творчість зводять до моделювання найпростіших механізмів, школярі середньої школи проявляють інтерес до проектування більш складних моделей і експериментів навчального характеру.

## Музична дитяча творчість
Музична ДТ є одним з методів музичного виховання дітей і проявляється у вивченні музичних творів композиторів. Б. В. Асаф 'єв і Б. Л. Яворський вважали, що музичне ДТ має велике значення в сприйнятті дитини навколишнього світу. Дитяча музичне творчість, як правило, не має цінності для оточуючих, але вона важлива для самої дитини. Музична ДТ — це синтетична діяльність, що виявляється в різних видах: гра на музичних інструментах, ритміка, спів.
Елементи музичної ДТ проявляються одними з перших, коли у дитини з'являється здатність до рухів під музику. Завдяки цьому, у дитини розвивається зорово-просторова координація, музичний слух і моторика. Дитина вчиться керувати тілом і опановує танцювальними рухами.

## Дитяча творчість і особистість дитини
ДТ, як один із способів інтелектуального і емоційного розвитку дитини, має складний механізм творчої уяви, ділиться на кілька етапів і має суттєвий вплив на формування особистості дитини.

#### Механізм творчої уяви
Процес дитячої творчості ділиться на наступні етапи: накопичення і збір інформації, обробка накопичених даних, систематизація і кінцевий результат. Підготовчий етап включає в себе внутрішнє і зовнішнє сприйняття дитини навколишнього світу. В процесі обробки дитина розподіляє інформацію на частини, виділяє переваги, порівнює, систематизує і на основі висновків створює щось нове.
Однак, життєвий досвід дитини, його інтереси й відносини з навколишнім середовищем елементарні й не мають тих тонкощів і складності, як у дорослої людини, тому уява у дітей бідніша, ніж у дорослих.
Згідно з працею французького психолога Т. Рибо, дитина проходить три стадії розвитку уяви:
1. Дитинство. Являє собою період фантазії, казок, вигадок.
2. Юність. Поєднує усвідомлену діяльність і вигадка.
3. Зрілість. Уява знаходиться під контролем інтелекту.

Уява дитини розвивається в міру її дорослішання і наближення до зрілості. Л. С. Виготський вважав, що між статевим дозріванням і розвитком уяви у дітей існує тісний зв'язок. Підліток аналізує накопичений досвід, визначається з життєвими інтересами та уподобаннями, а також проходить етап остаточного формування уяви.
Механізм творчої уяви дітей залежить від чинників, що впливають на формування «Я»: вік, особливості розумового розвитку (можливі порушення в психічному і фізичному розвитку), індивідуальність дитини (комунікації, самореалізація, соціальна оцінка його діяльності, темперамент і характер), виховання і навчання.

### Етапи дитячої творчості
У творчій діяльності дитини виділяють три основних етапи:
1. Формування задуму. На цьому етапі у дитини виникає ідея (самостійна або запропонована батьком / вихователем) створення чогось нового. Чим молодша дитина, тим більше значення має вплив дорослого на процес його творчості. У молодшому віці тільки в 30 % випадків, діти здатні реалізувати свою задумку, в інших — початковий задум зазнає змін через нестійкість бажань. Чим старшою стає дитина, тим більший досвід творчої діяльності він набуває і вчиться втілювати початкову задумку в реальність.
2. Реалізація задуму. Використовуючи уяву, досвід і різні інструменти, дитина приступає до здійснення ідеї. Цей етап вимагає від дитини вміння володіти виразними засобами і різними способами творчості (малюнок, аплікація, саморобка, механізм, спів, ритміка, музика).
3. Аналіз творчої роботи. Є логічним завершенням перших етапів. Після закінчення роботи, дитина аналізує отриманий результат, залучаючи до цього дорослих і однолітків.

### Вплив дитячої творчості на розвиток особистості дитини
Важливою особливістю ДТ є те, що основна увага приділяється самому процесу, а не його результату. Тобто важлива сама творча діяльність і створення чогось нового. Питання цінності створеного дитиною витвору мистецтва відступає на другий план. Однак діти відчувають великий душевний підйом, якщо дорослі відзначають оригінальність і самобутність творчої роботи дитини. ДТ нерозривно пов'язана з грою, і, часом, між процесом творчості і грою немає межі.
Творчість є обов'язковим елементом гармонійного розвитку особистості дитини, в молодшому віці необхідна, в першу чергу, для саморозвитку. У міру дорослішання, творчість може стати основною діяльністю дитини.